# Río Cosquín
El río Cosquín es un río situado en la provincia de Córdoba, Argentina. Se encuentra en el área central del valle de Punilla y es parte de la cuenca superior del río Suquía o Primero. Es de características endorreicas y de tipo torrentoso.
Su naciente se encuentra a unos 3 km aguas arriba de la ciudad que lleva su nombre (cabecera del departamento Punilla), por la confluencia de los ríos San Francisco y Yuspe (en la región, se conoce a este lugar como la Juntura de los Ríos). 

En su corto recorrido, hasta el vertido de sus aguas en el lago San Roque, recibe el aporte de varios pequeños riachuelos y arroyos, que en sí, no modifican su curso ni caudal debido a la magnitud de éstos en comparación con el río. Fluye de Norte a Sur por el valle mencionado, pasando por las ciudades de Cosquín (62 km de la ciudad de Córdoba capital), Santa María de Punilla y Bialet Massé, para finalizar en el lago San Roque.

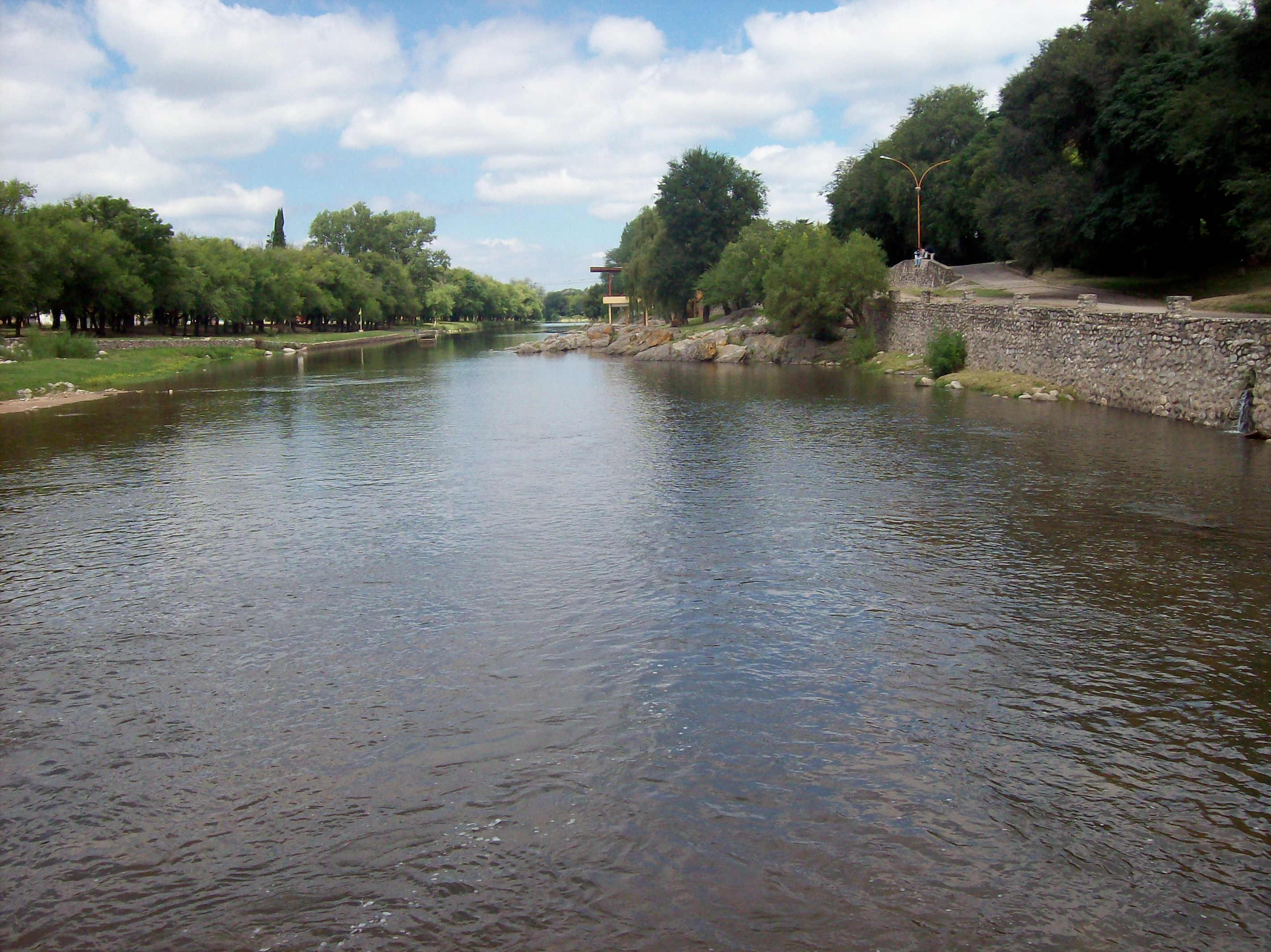
Vista desde el puente de la calle P Ortiz.

Al igual que todos los ríos de la zona serrana de la provincia de Córdoba, no es un curso de agua que pueda ser utilizado para la navegación de embarcaciones de poco o gran calado. La pesca tampoco es de importancia económica, ya que las especies que se encuentran en él no representan gran importancia ictícola, excepto a los fines ecológicos.
No es apto para la producción de energía hidroeléctrica debido a dos motivos: al escaso desnivel que posee entre ambos extremos y el hecho de que discurre entre poblaciones altamente densas.
Su atractivo radica en el aspecto turístico y recreativo, pudiendo encontrarse en sus márgenes, sitios adaptados para acampar.
Sin embargo, al igual que cualquier curso de agua, provee del recurso hídrico vital para la vida, a numerosos habitantes de la región.

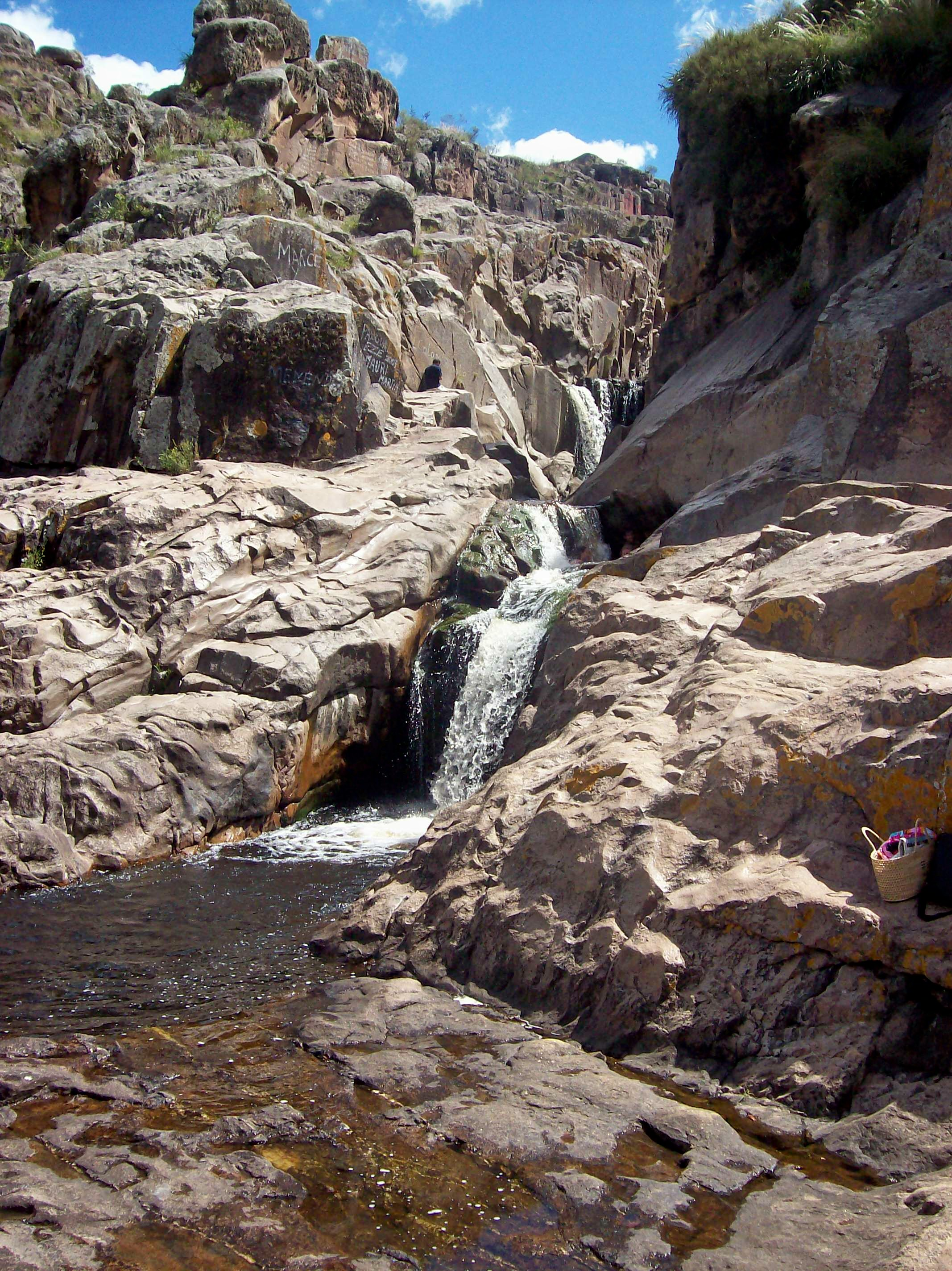
Cascada de Olaen

Este río ha sido fuente de inspiración para algunos poetas y cantautores de folklore argentino. Uno de los temas musicales más reconocido que hacen referencia a este curso de agua, es el que interpreta el conocido cantautor Hernán Figueroa Reyes denominado Zamba del cantor enamorado, en el que se relata el desengaño que sufre un guitarrero cantor a orillas de ese río, durante el mes de enero, cuando amanece. Posiblemente la analogía se refiera a que en ese mes, se lleva a cabo el Festival Nacional de Folklore, que durante 9 noches permite a la música folklórica argentina, mostrarse a través de un metafórico espíritu que vaga por la plaza Próspero Molina, y que todas las noches aparece cuando se encienden las luces del escenario y desaparece cuando sale el Sol a la mañana siguiente.

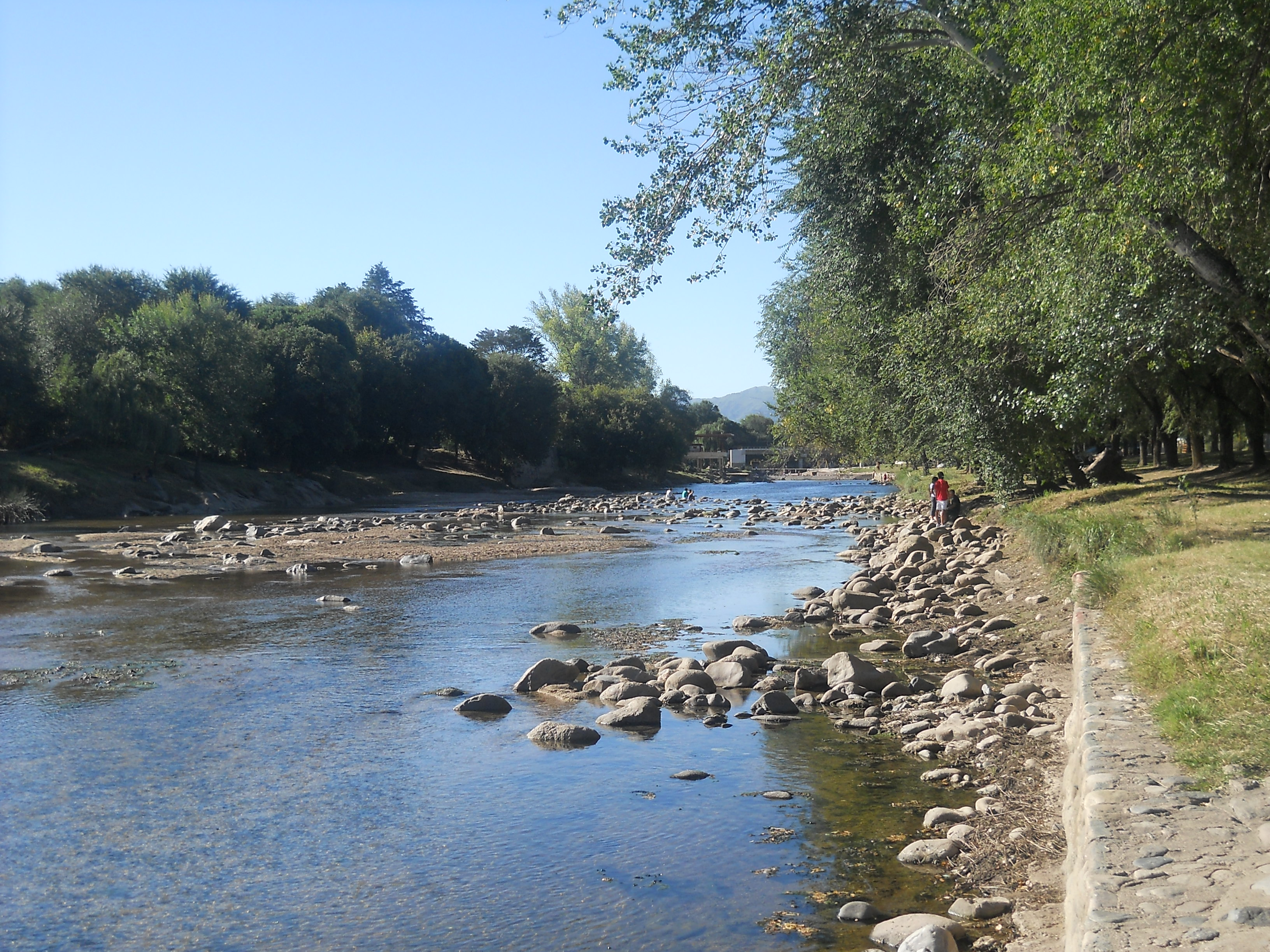
Finalizada la temporada de lluvias, el caudal se reduce notablemente

Aunque también puede referirse a un verdadero desengaño amoroso sufrido por un guitarrero enamorado.
Si bien en un estudio de la calidad del agua de este río se determinó que hay una alta correlación entre la cantidad de habitantes y la contaminación del río, también es cierto que se debe considerar que el aporte de algunos contaminantes por causas naturales, especialmente en épocas estivales, cuando las precipitaciones son abundantes, tiene un papel importante.